# Centropogon arcuatus
Centropogon arcuatus är en klockväxtart som beskrevs av Franz Elfried Wimmer. Centropogon arcuatus ingår i släktet Centropogon och familjen klockväxter. Inga underarter finns listade i Catalogue of Life.